# Frédéric Lecrosnier
Frédéric Lecrosnier, né le 8 septembre 1974 à Cherbourg,, est un coureur cycliste français.

## Biographie
En 1999, Frédéric Lecrosnier se distingue en remportant une étape du Tour de Normandie et des Trois Jours de Cherbourg, avec le VC Rouen 76. Il s'impose également sur le Trio normand avec ses coéquipiers Artūras Trumpauskas et Stéphane Delimauges. L'année suivante, il gagne le championnat régional de Normandie, La Gislard, ou encore le classement final des Trois Jours de Cherbourg.
Il passe professionnel en 2001, à vingt-six ans, au sein de la formation Saint-Quentin-Oktos. Au mois d'avril, il brille sur le Tour du Maroc en terminant deuxième d'une étape et dixième du classement général. On le retrouve ensuite à son avantage sur le Tro Bro Leon, où il prend la quatrième place. Son contrat n'est cependant pas renouvelé, en raison de tensions avec un directeur sportif de l'équipe. Lecrosnier redescend alors chez les amateurs en 2002 au club breton Jean Floc'h.
Lors de la saison 2003, il s'illustre en obtenant de nombreuses succès (Tour du Labourd, Boucles de la Soule, Route bretonne, Redon-Redon, Grand Prix Michel-Lair). Il continue ensuite à briller au niveau amateur en remportant une étape du Tour de Normandie ainsi que le Tour des Landes en 2004.
En 2005, il est licencié à l'Oddass-Diemme-AC Val d'Oise en région parisienne. Il revient finalement en Normandie à partir de 2006 en intégrant l'AC Octeville. Toujours performant, il triomphe sur le Tour de la Manche devant Romain Feillu et Yauheni Hutarovich. À l'issue de la saison 2009, il décide de mettre un terme à sa carrière cycliste pour devenir directeur sportif. Il reprend toutefois une licence à l'AS Tourlaville en 2013, où il se mue en capitaine de route.
En 2022, il évolue à l'AC Cherbourg Cotentin, à 48 ans. Le 27 mai, il s'impose sur le Critérium d'Équeurdreville-Hainneville. Il s'agit de sa 146e victoire depuis ses débuts en catégorie minimes.

## Palmarès
- 1997
  - 2e du Grand Prix de Gerponville
  - 3e de Paris-Laon
- 1998
  - Grand Prix de la Côte des Isles
- 1999
  - 4e étape du Tour de Normandie
  - 4e étape des Trois Jours de Cherbourg
  - Trio normand (avec Artūras Trumpauskas et Stéphane Delimauges)
  - 3e du championnat de Normandie
- 2000
  - Champion de Normandie
  - La Gislard
  - Paris-Auxerre
  - Classement général des Trois Jours de Cherbourg
  - 3e du Grand Prix Cristal Energie
  - 3e du Tour de Moselle
- 2002
  - 2e de Redon-Redon
  - 2e des Boucles de la Mayenne
  - 2e des Trois Jours de Cherbourg
  - 3e du Grand Prix U
  - 3e de Manche-Océan
- 2003
  - Tour du Labourd
  - Boucles de la Soule
  - Route bretonne
  - Redon-Redon
  - Grand Prix Michel-Lair
  - 3e du Tour d'Émeraude
- 2004
  - 3e étape du Tour de Normandie
  - Tour des Landes :
    - Classement général
    - 3e étape

  - 2e de Manche-Atlantique
  - 2e de Paris-Connerré
  - 2e du Trio normand (avec Vincent Cantero et Denis Robin)
  - 3e de Manche-Océan
  - 3e du Prix de la Saint-Laurent
- 2006
  - Classement général du Tour de la Manche
  - 1re étape des Trois Jours de Cherbourg
  - 2e du Circuit des Matignon
  - 2e des Trois Jours de Cherbourg
  - 3e du championnat de Normandie
- 2007
  - Critérium de Cherbourg-Octeville[6]
  - Grand Prix de Gamaches
  - Circuit des Matignon
  - 2e du Grand Prix de Saint-Hilaire-du-Harcouët
  - 3e du Tour du Pays du Roumois
- 2008
  - Tour du Pays de Lesneven :
    - Classement général
    - 1re étape[7]

  - 2e du championnat de Normandie
  - 2e du Circuit des Remparts
- 2025
  -  Champion de France sur route masters 5 (50-54 ans)[8]